# Tadżycki Uniwersytet Narodowy
Tadżycki Uniwersytet Narodowy (tadż. Донишгоҳи миллии Тоҷикистон) – szkoła wyższa w stolicy Tadżykistanu, Duszanbe. Założona 21 marca 1947 roku jako Tadżycki Uniwersytet Państwowy im. W. Lenina. W latach 1997–2007 uczelnia nosiła nazwę Tadżycki Państwowy Uniwersytet Narodowy. W skład uniwersytetu wchodzą: 17 wydziałów, wydawnictwo, biblioteka naukowa oraz ogród botaniczny. Obecnie na uniwersytecie studiuje ponad 20 tysięcy studentów.